# Альфонсо XII Умиротворитель
Альфо́нсо XII (исп. Alfonso XII), прозванный Умиротворителем (исп. El Pacificador; 28 ноября 1857, Мадрид — 25 ноября 1885, Эль-Пардо) — король Испании с 1874 года.

## Биография
Альфонсо — единственный сын королевы Изабеллы II и инфанта Франсиско де Асиса де Бурбона, герцога Кадисского. После низложения матери в 1868 году, он покинул вместе с ней страну, до лета 1874 года учился в императорско-королевской Терезианской академии в Вене и затем поступил в Королевскую военную академию в Англии.
25 июня 1870 года Изабелла отреклась от своих прав на престол в его пользу. 28 ноября 1874 года Альфонсо был объявлен совершеннолетним и 1 декабря издал манифест, в котором декларировал себя единственным законным монархом Испании.

## Приход к власти
В условиях политического кризиса (междуцарствие, нестабильное правление Амадея Савойского, провозглашение Первой республики и третья Карлистская война) реставрация признанных Европейским сообществом Бурбонов-«христиносов» оказалась действенным средством усмирения гражданской смуты. После государственного переворота и провозглашения 17-летнего принца Альфонсо королём 29 декабря 1874 года, правительство получило более сильную поддержку населения в борьбе с карлистами.
Армия повсюду также высказывалась в его пользу; правительство Сагасты подало в отставку 30 декабря, а Серрано отказался от президентства. 9 января 1875 г. Альфонсо высадился в Барселоне, 14 января вступил в Мадрид и назначил Кановаса дель Кастильо премьер-министром нового кабинета. Созванные вновь Кортесы выработали новую, более консервативную конституцию, отмеченную клерикализмом. Альфонсо, к удивлению многих, принял династический номер XII. Дело в том, что королей единой Испании с таким именем ещё не было. XI-й же номер носил кастильский король Альфонсо XI Справедливый.
В войне против карлистов Альфонсо в феврале 1876 года принял верховное главнокомандование и заставил остаток армии карлистов перейти за французскую границу. Ко всеобщему неудовольствию, экс-королева Изабелла вернулась в Испанию, но покинула её опять после первого брака Альфонсо.

## Внешняя политика

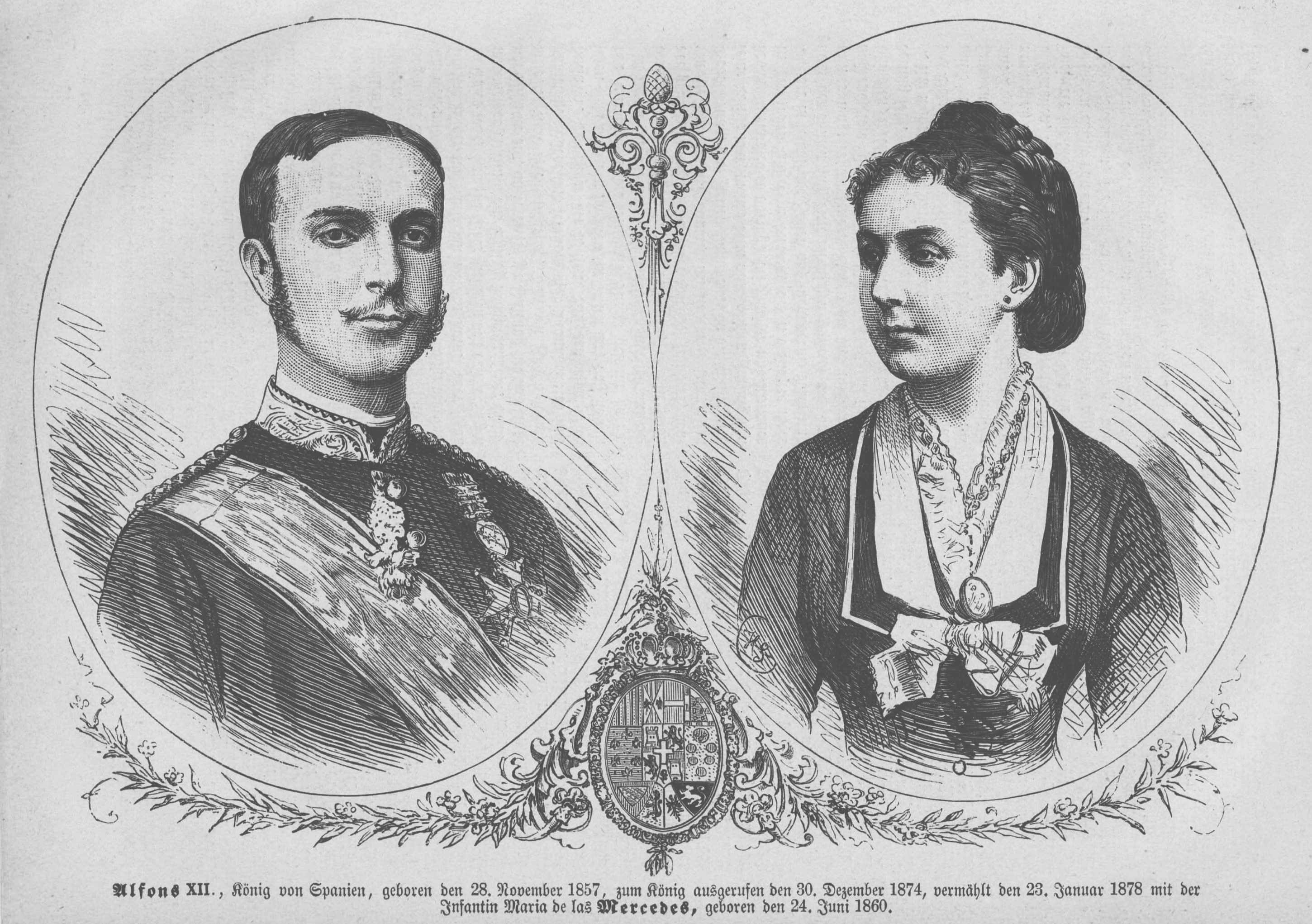
Портреты будущего «прусского улана» Альфонсо и его жены в страсбургской газете (1878)

В своей внешней политике Альфонсо выказал гораздо больше симпатий к Германии, чем к соседней Франции, и особенно почитал императора Вильгельма I Гогенцоллерна. К неудовольствию испанских либералов и республиканцев, симпатизировавших Франции, Альфонсо в сентябре 1883 г. нанёс визит в Германию и Австрию, в сопровождении своего министра иностранных дел маркиза де ла Вега де Армисо. Побывав сначала в Мюнхене и Вене, он отправился потом в Гамбург на прусские манёвры. Здесь 22 сентября император Вильгельм назначил его шефом стоящего в завоёванном Германией у Франции Страсбурге Шлезвиг-Голштинского уланского полка № 15. В дальнейшем король участвовал в больших манёврах в мундире прусского уланского полковника.
В Париже посмотрели на принятие королём Альфонсо этого звания как на оскорбление, нанесённое Франции. Поэтому, когда Альфонс, ездивший из Гамбурга в Брюссель, 29 сентября остановился в Париже на Северном вокзале, несмотря на то что министр-президент Жюль Ферри обещал ему достойный приём, он был встречен тысячной толпой, которая с оглушительными криками «Долой улана! долой уланского короля! долой Пруссию!» сопровождала его на всем пути до испанского посольства. Правда, президент республики Жюль Греви при личной встрече извинился за эту манифестацию, и сам Альфонс принял участие в устроенном последним в его честь банкете, но вызванная этим неловкость, для предотвращения которой французское правительство ничего не предприняло, не уменьшилась. Император Вильгельм, чтобы доставить ему некоторое удовлетворение, поспешил отдать ему визит: в Мадрид отправился кронпринц Фридрих.
Во время спора, возникшего в 1885 г. между Испанией и Германией по поводу Каролинских островов, Альфонсо выказал большую умеренность и, дорожа дружбой императора, искусно предотвратил войну, предоставив решение спора дипломатии. Он не дожил, однако, до полного устранения этого столкновения, разрешённого через посредничество папы Льва XIII.

## Внутренняя политика. Покушения

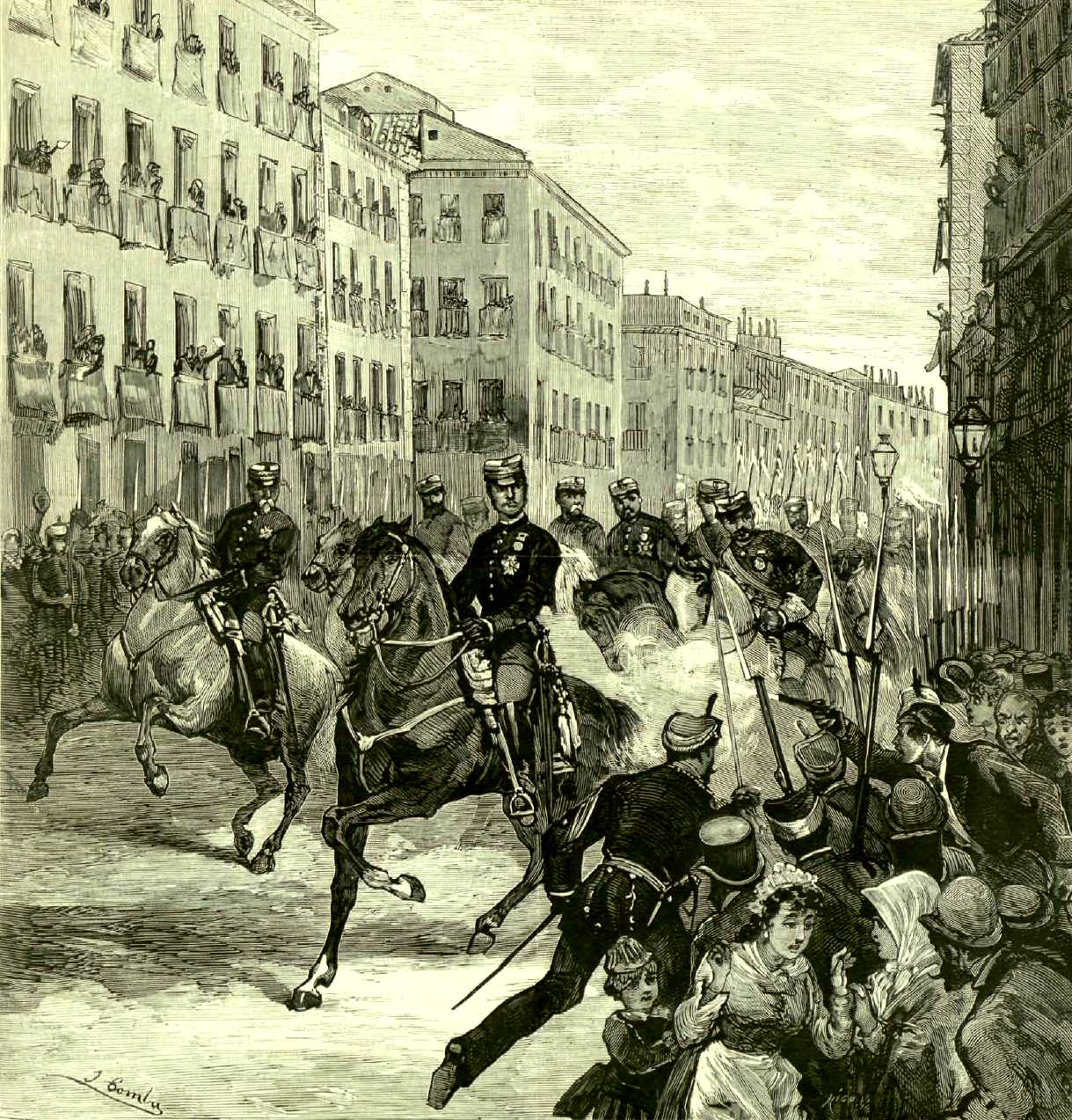
Покушение Оливы

Во внутренней политике Альфонсо отличался тактом и миролюбием, позволявшим ему эффективно примирять враждующие партии. Среди радикальных республиканцев он был по-прежнему непопулярен, и на него было произведено несколько покушений. Покушение на жизнь короля, произведённое 25 октября 1878 г. в Мадриде бочарным подмастерьем Хуаном Оливой Монкаси из Таррагоны, принадлежавшим к партии интернационалистов, окончилось неудачей и раскрыло планы партии переворота. 30 декабря 1879 г., при возвращении с прогулки, в Альфонсо и его супругу дважды выстрелил галисийский рабочий Гонсалес Отеро, но они не пострадали.

## Смерть

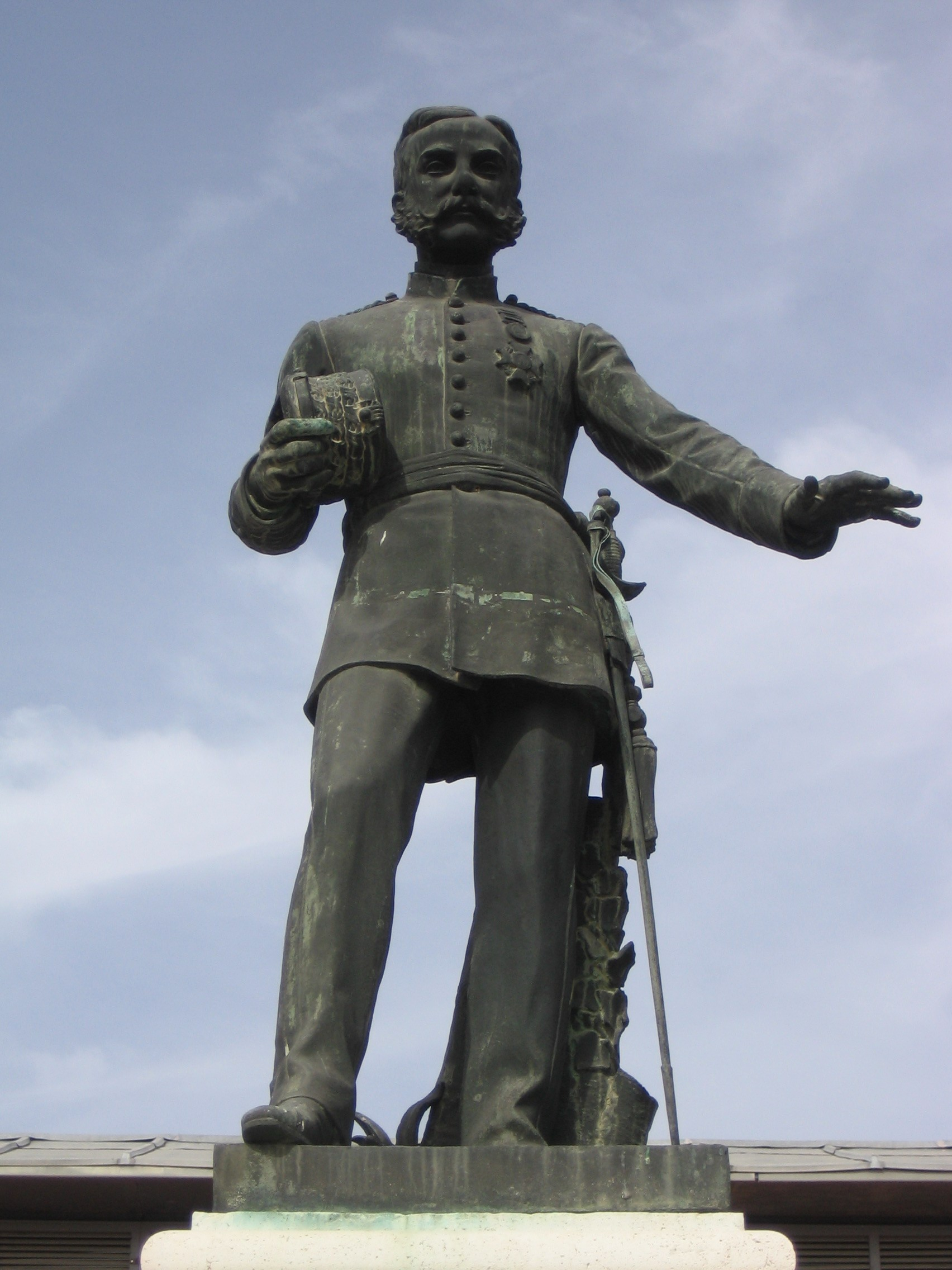
Памятник Альфонсо XII в Аранхуэсе, который он посетил во время холеры

Когда в 1885 г. в провинциях Гранада и Малага начала свирепствовать холера, Альфонсо в январе сам отправился туда, принимал нужные меры и ободрял власти и больных; 2 июля он лично посетил госпитали в Аранхуэсе, где тогда особенно свирепствовала холера. Население Мадрида устроило ему при его возвращении восторженную встречу.
Молодой король скончался от туберкулёза 25 ноября 1885 года во дворце Эль-Пардо, за три дня до своего 28-летия; на настоящий момент он — последний король Испании, умерший на троне. По словам словаря Брокгауза и Ефрона, «все испанские партии искренно его оплакивали, так как Альфонсо один сумел сохранить спокойствие в стране, где восстания крайних партий и военные революции, казалось, стали обычным явлением». Тело короля, перенесённое из Пардо в Мадрид, было погребено в Эскориале. На похоронах, устроенных 12 декабря в Мадриде, присутствовал чрезвычайный уполномоченный императора Вильгельма, князь Гогенлоэ, наместник Эльзаса и Лотарингии.

## Семья
Альфонсо XII был женат дважды: с 1878 года на своей двоюродной сестре Марии де лас Мерседес де Монпансье, по отцу внучке Луи-Филиппа I, умершей спустя шесть месяцев брака, а с 1879 года — на Марии Кристине Австрийской.
От второго брака при жизни короля родились две дочери — Мария де лас Мерседес (1880—1904) и Мария Тереза (1882—1912). В момент смерти мужа королева была беременна третьим ребёнком. Так как наследование короны зависело от пола этого ребёнка (если бы на свет появилась третья девочка, престол бы перешёл к старшей), до родов было установлено регентство. 17 мая 1886 года родился сын — Альфонсо XIII.
Оперная певица Елена Санс родила королю 2-х сыновей: Альфонсо (1880—1970) и Фернандо (1881—1922).

## Память
Во многих городах Испании есть памятники Альфонсо XII, самый известный находится в мадридском парке Буэн-Ретиро.